# アメリカン・アイドル
『アメリカン・アイドル』 (American Idol) は、2002年から2016年までの15シーズンにわたってフォックス放送で放送された後、2018年からABCネットワークで放送されているアメリカ合衆国のテレビ番組。全米規模で行なわれるアイドルオーディション番組である。高い人気を誇っており、リアリティ番組と呼ばれる視聴者参加型番組の中でも特に有名なものである。

## 概要
イギリスの人気テレビ番組『ポップアイドル』からの番組フォーマット（番組企画）を使用したアメリカ版。ワンシーズンを1月から5月とし（ただし、シーズン1のみ6月から9月まで放送）、その間の火曜日と水曜日に放送されている。アメリカでの高い人気を受け、「国名 + アイドル」の番組名で『カナディアン・アイドル』（カナダ・CTV）や『オーストラリアン・アイドル』（オーストラリア・Network Ten）等が48の国と地域で制作された。
本番組はアメリカでも数多くの類似番組が作られたほか（『America's Next Top Model』（CW）等）、世界的に一大ブームとなり、2000年代を象徴するテレビ番組となった。その一方、日本ではこのフォーマットを使用した番組は制作されていない。ただし番組自体は日本でも一定の知名度を得ており、同番組を模したパロディが制作されたことがある。
日本語版は制作されていなかったが、2006年のシーズン5よりFOXチャンネルに於いて約1ヶ月遅れでの放送が行われている（本国での放送後翻訳され、字幕を付加した上で放送される）。さらに、2011年10月からはFOXbs238でも放送。再放送に関しては当年と翌年だけ実施され、それ以降は一切放送されない。これは本国においても同様であり、過去のVTRは非常に貴重である。
2014年以降は視聴率の低下とともに人気が凋落しており、2016年放送の第15シーズンを以て終了した。
2017年、ABCは2018年に『アメリカン・アイドル』を復活すると発表。司会のライアン・シークレストは続投し、審査員にはルーク・ブライアン、ケイティ・ペリー、ライオネル・リッチーが務める。初回放送は3月11日。

### 人気の理由
アメリカン・アイドルの特徴は「誰でも番組に参加して自分でアイドルを選出できる」点にある。セミ・ファイナル以降の選考は視聴者の（携帯電話を含む）電話投票で決まるため、明朗単純で「フェア」である。このような「番組の結果の正当性」が担保されている点も人気を支えている理由である。また、シーズン4で準優勝したボー・バイスが、「Bo候補の名誉をたたえて彼の誕生日はアラバマ州では Bo Day として記念日にします」と州知事から表彰されたように、一般的に価値のあるものと認知されている。
応募者の中には、歌の上手さよりもアピールのための個性的でユニークな歌い方が目立つ者も多い。この様に応募者が多彩であるが故に本当に歌の上手い応募者に視聴者は惹きつけられ、まるで宝物を探しあてたかのような気分をもたらしてくれる。

### 番組の欠点
12人に絞られてくる最終審査の段階に入ってくると、各視聴者には自分のお気に入りができてくる。しかし、自分のお気に入りが勝ち抜いていくとは限らない。従って、自分のお気に入りがいなくなった時点で番組への興味が薄れてきてしまう。もっとも、各自の興味は「自分のお気に入り」から「誰が次のアメリカン・アイドルになるんだろう?」という興味に転向して復活することもある。
最初の1次審査が非常に雑で、事前にスタッフが確保していた候補者以外の枠が少なく、余程のことがないと通過できないことが明らかになっている。なお、オンエアされる審査の模様はかなり編集されており、いわゆるスターではない審査員が審査することがほとんどであるが、いかにもスター審査員が審査しているように見せている。スタッフ枠の候補者は必ずスター審査員によって審査される。

### 審査のポイント・基準
歌手のオーディション番組のため「歌唱力が高いこと」は必須条件。一方、ビューティーコンテストでは無いので、容姿は問われない。歌声だけでなく、「適切な選曲」も審査員を含めよく強調される。有名でなく審査員や投票する視聴者が知らない曲を歌ったり、自分の声の特徴に合わない歌を選ぶと低評価になることがある。また、曲のアレンジもポイントとなる。
審査員に好かれる事も重要である。各候補者のパフォーマンス後に審査員が審査・コメントをするので、そこでマイナスのコメントをもらうと票に影響を与える可能性がある。また、審査員に好かれているとパフォーマンスのやり易さにもつながる。

## 審査
アメリカ国民かフルタイムでの仕事を行う資格があるアメリカ永住外国人で、かつ15歳から28歳までの男女に応募資格がある（過去のシーズンでそれぞれ所定の審査まで進んだことがある者は除く）。
優勝者はレコード会社と契約して歌手としてデビューすることができる。
審査はアメリカ各地での一次審査、ハリウッド予選、セミ・ファイナル、ファイナルの4段階で行われる。

### 一次審査
アメリカの各地で行われる（シーズンによって開催地は異なる）。応募者は、審査員の前でアカペラで歌い、審査員の判定で合格するとハリウッド予選進出となる。この1次審査で10万人から数百人程度にまで絞られる。

### ハリウッド予選
ハリウッドではソロ・グループ歌謡審査・最終アピールなどで、男女各12人ずつの24人のファイナリストが選出される。シーズン11では、この審査のあとラスベガス予選も行われた。

### セミ・ファイナル（ステージ・オーディション）
セミ・ファイナルから視聴者の参加が始まる。毎週ファイナリストのパフォーマンスが放送され、その後視聴者の電話投票で得票数下位4人ずつが落とされていく。最終的には3週間後に応募者はファイナリストの12人になる。

### ファイナル （ステージ・オーディション）
セミ・ファイナル同様に、毎週ファイナリストのパフォーマンスが放送され、視聴者の電話投票で落選者が決まっていく。ファイナルでは毎週、得票数最下位の1名のみが落とされていくので、優勝者が決まるまで12週間にわたる。ただし例外として、審査員たちには残り6人になるまで（シーズン12までは残り5人になるまで）に審査員全員で1回だけ使える「候補者を残す権利」を使い最下位の者を残す権利も与えられる（行使した場合は翌週に2人落とされる）。この頃になると投票総数は1度の放送回に3000万件に達する。

## 司会者と審査員
司会者
- ライアン・シークレスト (Ryan Seacrest)

ラジオ局やテレビ番組のホストとして活躍し、『アメリカン・トップ40』などの人気番組を持つ。2007年のエミー賞で司会を務めた。気さくでテンポの良い進行が持ち味。彼はサイモン・コーウェルが候補者を攻撃するのをかばうので、たまに軋轢を生むことがある。
なお、シーズン1での司会はライアンとブライアン・ダンクルマンの2人であったが、ブライアンが降板したため、シーズン2以降はライアンの単独司会となり現在に至っている。
審査員
- ケイティ・ペリー ( Katy Perry)

歌手。
シーズン16より審査員に加わった。
- ルーク・ブライアン ( Luke Bryan)

歌手。
シーズン16より審査員に加わった。
- ライオネル・リッチー ( Lionel Richie)

歌手。
シーズン16より審査員に加わった。
過去の審査員
- ポーラ・アブドゥル (Paula Abdul)

2つのNo.1アルバム、6つのNo.1シングル、全世界で3000万枚の売上記録を持つシンガー兼ダンサー。グラミー賞、エミー賞、MTVビデオ・ミュージック・アワードなど、受賞歴も多数。かつてNBA「ロサンゼルス・レイカーズ」のチアリーダーをしており、ジャネット・ジャクソンの振り付けを担当したことも有名。候補者を思いやるコメントをすることが多かった。
- サイモン・コーウェル (Simon Cowell)

イギリス出身。レコード会社の音楽プロデューサー。アメリカンアイドルの審査員として有名。男性4人組のオペラ・カルテット「イル・ディーヴォ」も彼のプロデュース。アメリカンアイドルのベースとなったイギリスの歌手オーディション番組『ポップアイドル』でも審査員を務めていた。
常に自分に正直なコメントをする、かなり辛口の審査員である。めったに応募者のことを褒めず、けなす時は聞いていられないぐらいの事を言う。だが彼の批評は的を射ていることも多く人気はある。視聴者のネット討論をするサイトなどでは、好きな審査員に彼を挙げる人も多い。
現在は「Xファクター」の制作総指揮兼審査員を務める。
- ランディ・ジャクソン (Randy Jackson)

セッションミュージシャンであり音楽プロデューサー。プロデューサーとしてグラミー賞を受賞。レコード会社（コロムビア、MCA）の役員だったこともある。1985年から1987年までバンドの「ジャーニー」でベーシストとして活動していた。
彼は「人柄のJackson」で、候補者のことをよく気づかう。大きなジェスチャーと掛け声が特徴。コメントする時の語彙が少なく、FOXより注意された事もある。ジャクソン5に在籍したマイケルの弟の一人と同名だが別人。
- カーラ・ディオガルディ (Kara DioGuardi)

女性ソングライター、音楽プロデューサー。カイリー・ミノーグ、セリーヌ・ディオン、ブリトニー・スピアーズ、ヒラリー・ダフ、アシュリー・シンプソン、クリスティーナ・アギレラ、リンジー・ローハン、ジェイソン・デルーロらを手がけた。
シーズン8より審査員に加わった。
- エレン・デジェネレス (Ellen DeGeneres)

女性コメディアン、女優。2003年から昼のトーク番組『エレン・デジェネレス・ショー』のホストを務めている。第79回アカデミー賞で司会を務めた。同性愛者であり、2008年に女優のポーシャ・デ・ロッシと結婚した。
シーズン9よりポーラ・アブドゥルに代わって審査員に加わった。
比較的参加者に優しく、悪い点も改善の勧めを交えながらコメントすることが多い。また、その表現は比喩表現も豊かでコメントの質が高い。
同性愛について番組中に他審査員のネタにされることもしばしばで、1シーズンのみの出演となった。
- スティーブン・タイラー (Steven Tyler)

世界的ロックバンドエアロスミスのボーカル。
シーズン10より審査員に加わった。
- マライア・キャリー (Mariah Carey)

歌手。
シーズン12より審査員に加わった。
- ニッキー・ミナージュ (Nicki Minaj)

女性ラッパー。
シーズン12より審査員に加わった。
- ジェニファー・ロペス (Jennifer Lopez)

女優、歌手。
シーズン10より審査員に加わった。シーズン13より復帰。
- キース・アーバン (Keith Urban)

オーストラリア出身のカントリー歌手。妻は女優のニコール・キッドマン。
シーズン12より審査員に加わった。
- ハリー・コニック・ジュニア (Harry Connick, Jr.)

歌手、俳優。
シーズン13より審査員に加わった。

## 過去のシーズン

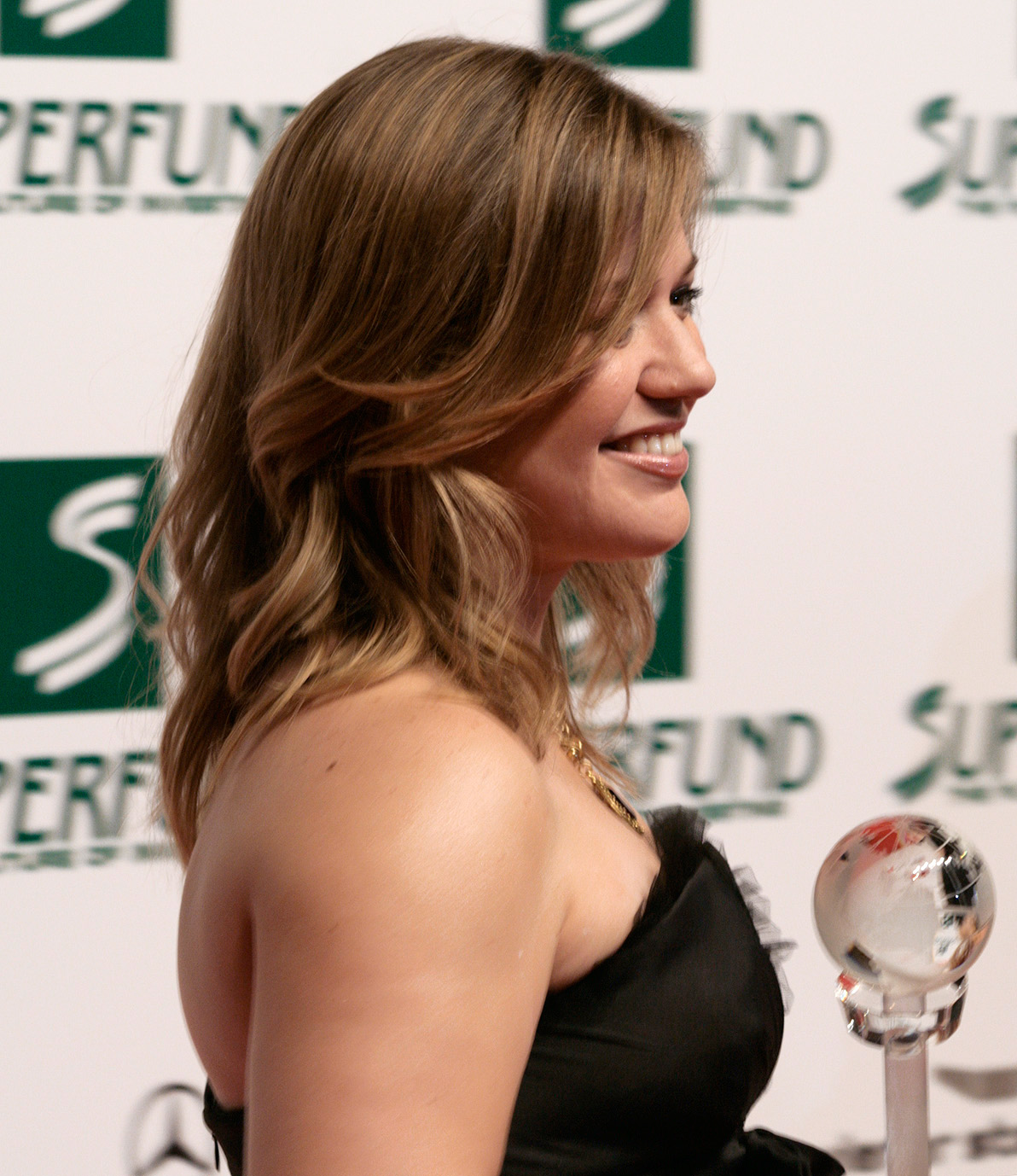
シーズン1優勝者ケリー・クラークソン

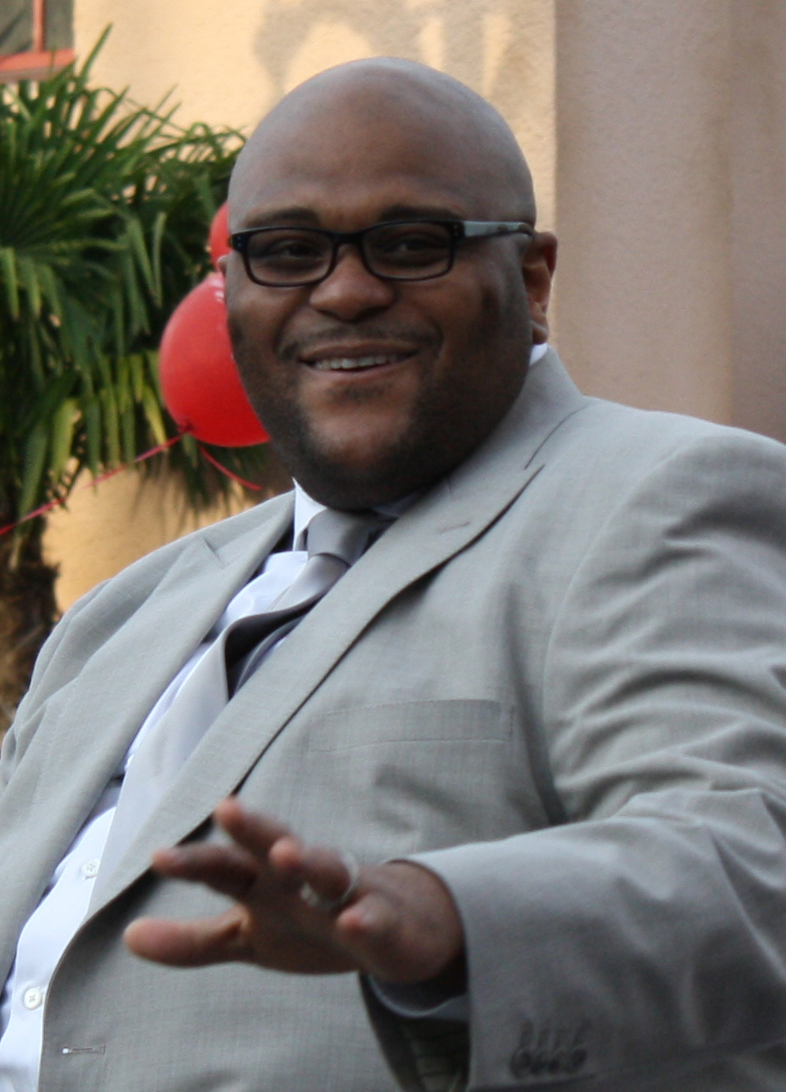
シーズン2優勝者ルーベン・スタッダード

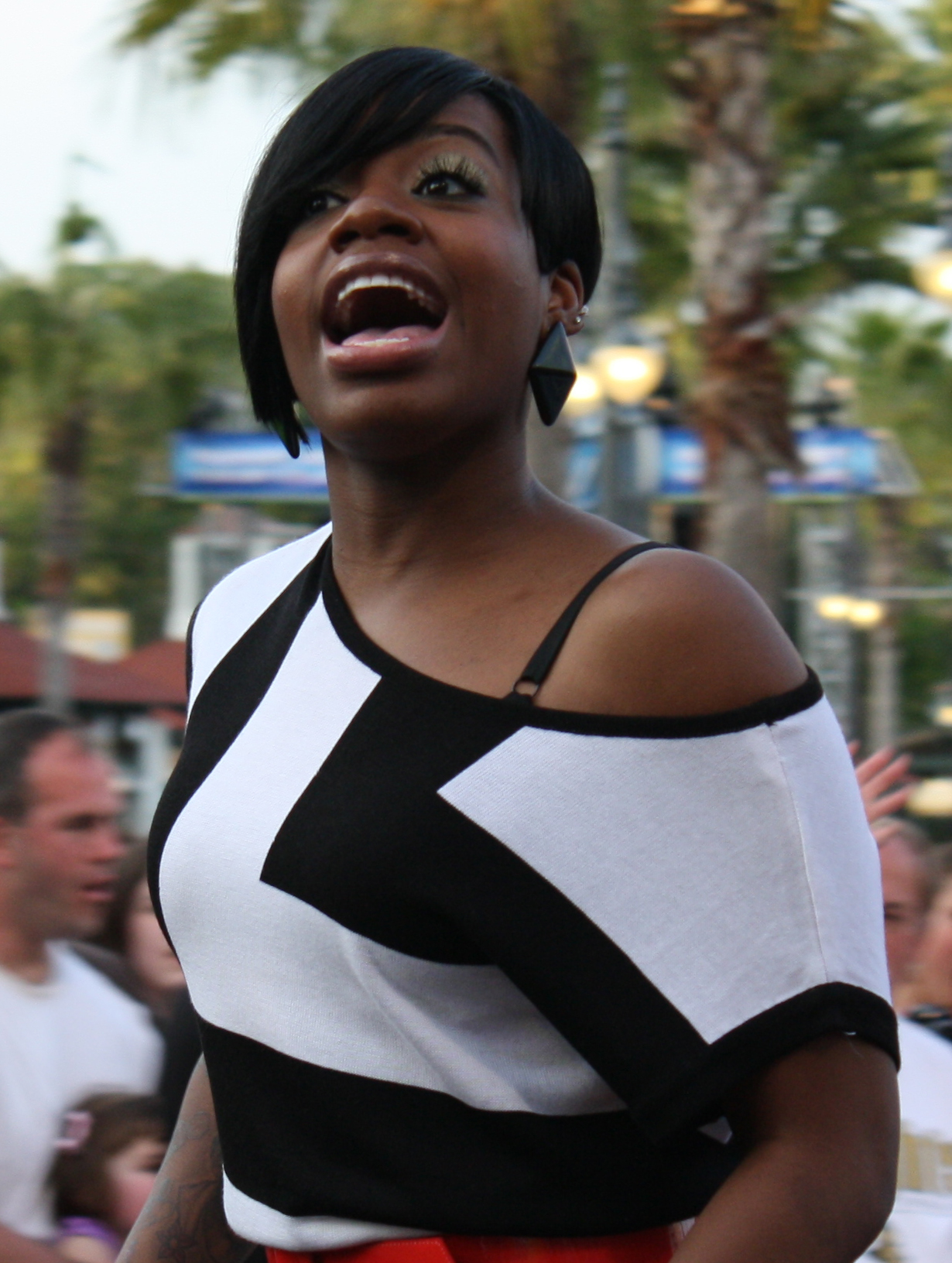
シーズン3優勝者ファンテイジア・バリーノ

### シーズン1
- 優勝：ケリー・クラークソン (Kelly Clarkson)
- 準優勝：ジャスティン・グアリーニ (Justin Guarini)

（得票率：ケリー・クラークソン58％、ジャスティン・グアリーニ42％）
- 3位：ニキ・マッキビン (Nikki McKibbin)

### シーズン2
- 優勝：ルーベン・スタッダード (Ruben Studdard)
- 準優勝：クレイ・エイケン (Clay Aiken)
- 3位：キンバリー・ロック (Kimberley Locke)

3人ともメジャーデビューし、高い評価を得ている。
このシーズンの優勝決定戦の結果は、ごく僅差でルーベンが優勝。しかし、準優勝のクレイ・エイケンは、ミュージカル俳優ばりの歌唱力と女性ファンの圧倒的支持があり、デビューアルバム「Measure of a Man」は、Billboard Album Chart初登場第1位を獲得し、プラチナ・ディスク (3x) に輝いた。

### シーズン3
- 優勝：ファンテイジア・バリーノ (Fantasia Barrino)
- 準優勝：ダイアナ・デガルモ (Diana DeGarmo)
- 3位：ジャスミン・トリアス (Jasmine Trias)

映画『ドリームガールズ』でエフィ・ホワイト役を演じ、第64回ゴールデングローブ賞 助演女優賞を受賞したジェニファー・ハドソンはこのシーズンのファイナリストのひとり。
なお、ランク外だがこのシーズンの候補者選びに「香港のリッキー・マーティン」ことウィリアム・ハン (William Hung) が登場した。彼は歌も踊りも下手でサイモンに酷評されたが、それにへこたれない彼の誠実さと生真面目さが逆に人気を集めて多くのファンを獲得。レコード会社からのオファーも来てCDデビューも果たし、数々の映画に出演した。『アメリカン・アイドル』史上最高のダークホースである。彼のデビューアルバム、「Inspiration」は、全米で初登場50位以内を記録した。

### シーズン4

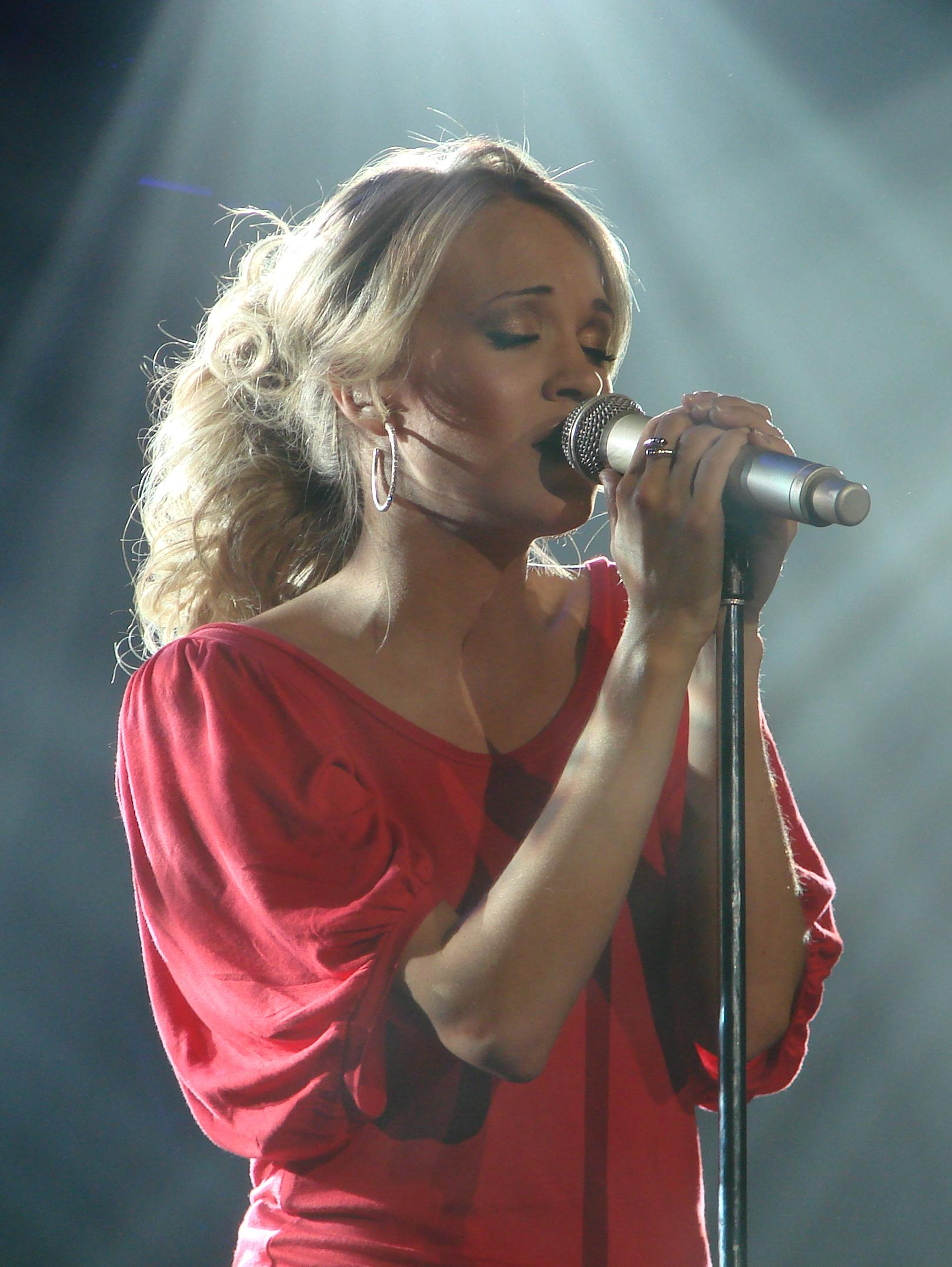
シーズン4優勝者キャリー・アンダーウッド

- 優勝：キャリー・アンダーウッド (Carrie Underwood)

オクラホマ州出身。約10万人の候補から勝ち抜いた女性。ハリウッドに来た当初は混乱していたのか、トンチンカンな受け答えもした。司会者のライアンが「ハリウッドへようこそ。ところでスター（有名人）の写真は撮った?」と質問すると、キャリーは「曇っているし、スター（星）の写真は撮っていない」とまるでコントのようなボケをかましてしまった。すかさずライアンは「違うって、有名人の写真だってば」と返した。
しかしながら彼女は初めから歌が上手であった。そして彼女の評価を決定づけたのは、ファイナリストとして「Alone」を歌った後である。候補をめったに褒めない審査員のサイモンは、この時「キャリーはアメリカン・アイドルの優勝者になるだけでなく、将来的には最近のアイドルの中でもっともレコードを売るだろう」とコメントした。このコメントはキャリー本人や周りのすべての人を驚かせ、結果的には数ヵ月後の彼女の優勝を予言したものといえる。
- 準優勝：ボー・バイス (Bo Bice)

初めから終わりまで一貫して「ロックンロール」にこだわっていた。12人のファイナリストの中では最年長に近く、皆のお兄さん的な存在感があった。人柄もさっぱりしている。しかし、麻薬がらみで過去に逮捕歴があるという。
- 3位：ボンゼル・サルモン (Vonzell Solomon)

元フロリダの郵便局員。彼女の特徴は、歌も大変上手であるのと同時に、性格も非常に良いことである。フロリダ育ちだからかアッケラカンと底抜けに明るい。また、成長が非常に早いことも特徴。周りのレベルが自分のレベルより高ければ、すぐに修正して高いレベルに持っていくことができ、毎週ごとに驚くほど上達していった。
- 4位：アンソニー・フェデラー (Anthony Fedorov)

非常に繊細で華奢な容姿の美男子。歌のトレーニングを受けたことはないが、魂を込めて歌うタイプである。審査員のサイモンに「醜い」と酷評されても、「そうだったかもしれません。私の責任です。」と受け答えをする大人。米国には、ウクライナからの移民として移り住んできた。
- 5位：スコット・セイヴォル (Scott Savol)

米メディアからの評価は「特徴が無く、平均的な歌手」であった。容姿は平均的だが、声は良くて歌は上手である。周りの評価と同様、本人自身も「勝ち残れないのではないか」と思い込んでおり、魂のこもったパワーのあるパフォーマンスをあまり見せなかった。しかし米国市民の「同情票」も手伝ってか、周りの評価とは裏腹に5位まで勝ち残ってしまった。過去には逮捕歴がある。このような予想のつかない結果も「アメリカンアイドル」の面白みといえる。
- 6位：コンスタンティン・マロウリス

彼はシーズン4の中でも、エンターテイナーで知られる。人懐っこい性格と甘いマスク、その長身は審査員のポーラの大のお気に入り。「ボヘミアン・ラプソディー」で高い評価を得て優勝候補の一人として数え上げられていたが、早くも中盤で脱落した。5位のスコットがコンスタンティンに勝ったのは、シーズン4の謎の一つと言われている。
- 7位：アンワー・ロビンソン

音楽の先生の経験をもつ。審査員のランディーは「シーズン4でもっともテクニックが優れている」と評した。また、審査員ポーラは「彼の声はベルベットに包まれているようで心地よい」と評している。しかし本人曰く「小さい頃から恥ずかしがりやで、両親は何も話さない僕のことを心配していた」という。
- 8位：ナーディア・ターナー

12人のファイナリストの中でも年長のお姉さんのような存在。歌はうまい。ただ「勝ちのこるための条件」である「歌の選択」が下手なためか、皆の共感を得られずに序盤で姿を消す。
- 9位：ニコー・スミス

若さとスピリットを持った青年。父親はセントルイス・カージナルスの野球選手オジー・スミス。初めはファイナリストからもれるが、他の候補（マリオ）が棄権したため、代わりに選ばれる。
- 10位：ジャシカ・シエラ

容姿、歌唱力ともに普通の女の子。
- 11位：ミケーラ

キャラクターの濃い少女であるが、イヤミは無い。ただし、自信過剰の面もある。審査員サイモンは「これを見ているアメリカ人の大半が、君をウザイと思っているよ」とコメントした。クリントン元大統領の前で演奏した経験がある。
- 12位：リンディー・カーディナリ

ミス・アメリカンアイドルの呼び声が高い美人。歌も上手である。

### シーズン5

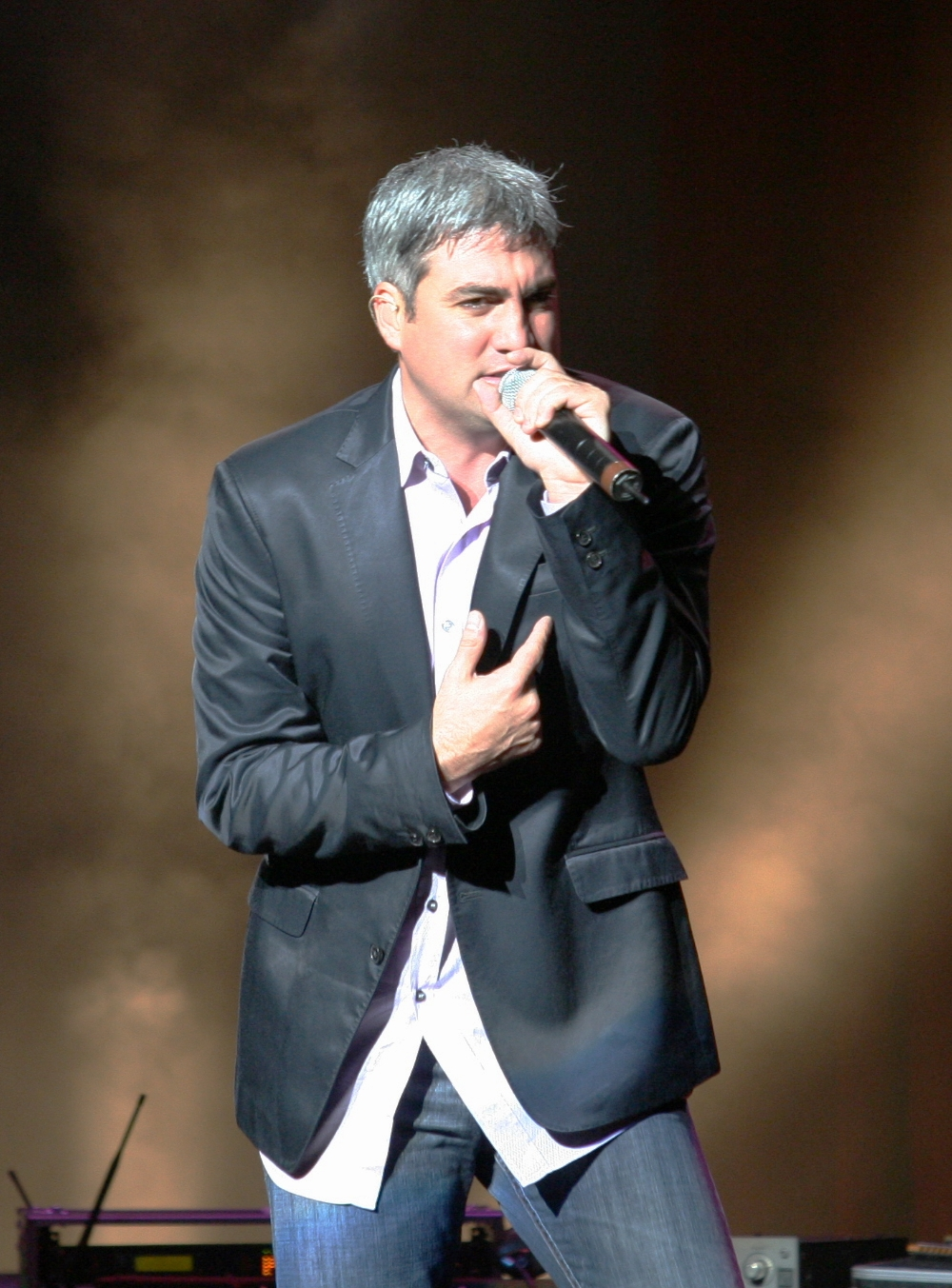
シーズン5優勝者テイラー・ヒックス

2006年のシーズン5は1月17日から5月24日まで放送された。
5月17・18日（現地時間）にコダック・シアターで行われた決戦大会（ファイナル）に進出したのは「シルバー・フォックス」ことテイラー・ヒックスと「マクフィーバー」キャサリン・マクフィー。
- 優勝：テイラー・ヒックス (Taylor Hicks)
- 準優勝：キャサリン・マクフィー (Katharine McPhee)
- 3位：エリオット・ヤミン (Elliott Yamin)
- 4位：クリス・ドートリー (Chris Daughtry)

優勝したテイラー・ヒックスはもちろん、準優勝のキャサリン・マクフィーもレコード会社との契約および歌手デビューが決まった。テイラー・ヒックスのデビュー曲は「Do I Make You Proud」（2006年6月13日全米発売）。2006年12月にはアルバムも発売。キャサリン・マクフィーのデビュー曲は「My Destiny」（2006年6月27日全米発売）。
決勝3位のエリオット・ヤミンは「WAIT FOR YOU」のヒットで日本でも知名度がある。決勝で4位に終わったクリス・ドートリーは自身のバンド、ドートリーを結成、アルバム「Daughtry」を2006年11月21日に発売（日本盤は2007年1月24日発売）。初登場2位、最高位1位、ダブルプラチナム（200万枚を出荷）を記録した。

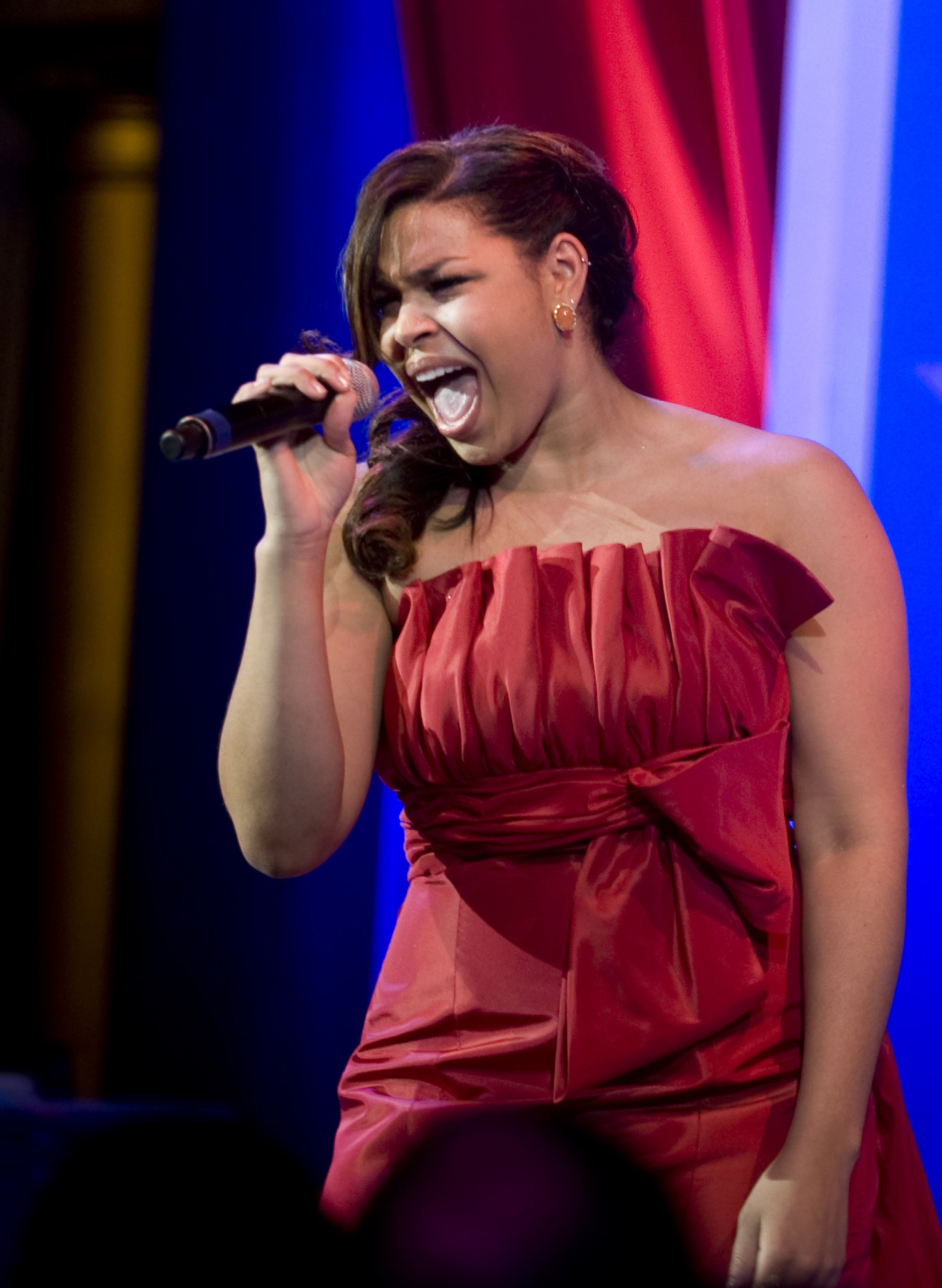
シーズン6優勝者ジョーダン・スパークス

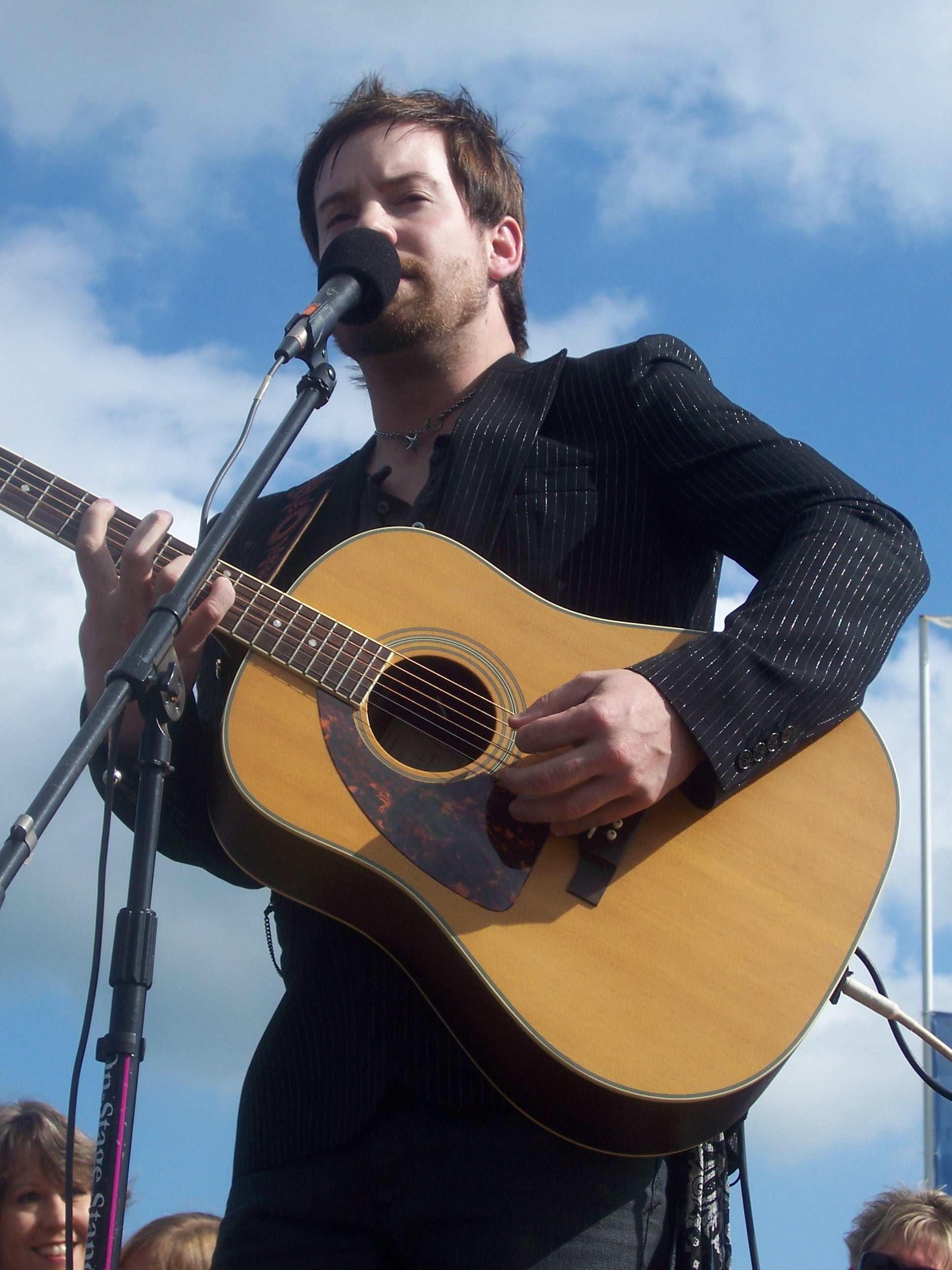
シーズン7優勝者デヴィッド・クック

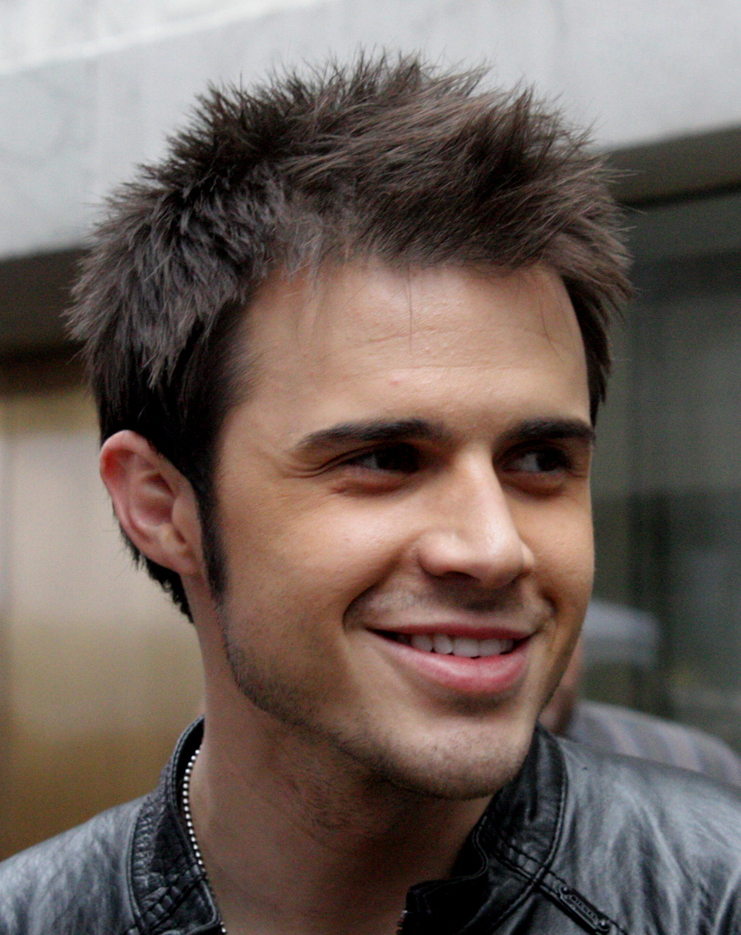
シーズン8優勝者クリス・アレン

### シーズン6
- 優勝：ジョーダン・スパークス (Jordin Sparks)
- 準優勝：ブレイク・ルイス (Blake Lewis)
- 3位：メリンダ・ドゥーリトル (Melinda Doolittle)

### シーズン7
アメリカでは2008年1月15日から、日本では2008年2月9日から放送開始。
- 優勝：デヴィッド・クック (David Cook)
- 準優勝：デヴィッド・アーチュレッタ (David Archuleta)
- 3位：サイーシャ・メルカード (Syesha Mercado)

### シーズン8
アメリカでは2009年1月13日から、日本では2月から放送開始。このシーズンより審査員にカーラ・ディオガルディが加わった。
- 優勝：クリス・アレン (Kris Allen)
- 準優勝：アダム・ランバート (Adam Lambert)
- 3位： ダニー・ゴーキー (Danny Gokey)

### シーズン9
アメリカでは2010年1月から放送開始。このシーズンより、ポーラ・アブドゥルに代わってエレン・デジェネレスが審査員に加わった。
- 優勝：リー・デワイズ
- 準優勝：クリスタル・バウワーソックス
- 第3位：ケイシー・ジェームス

### シーズン10
アメリカでは2011年1月から、日本ではFOXbs238で10月から放送開始。今回のシーズンの審査員はランディ・ジャクソン　ジェニファー・ロペス　スティーヴン・タイラー。
- 優勝：スコッティ・マクリーリー
- 準優勝：ローレン・アライナ
- 3位：ヘイリー・ラインハルト

### シーズン11
日本では、FOXbs238で2012年2月6日から放送開始。日本語ナビゲーターはクリス・ペプラー、SHELLYが担当。また、3月26日からはFACEBOOKで日本独自によるファイナリスト投票を実施。
- 優勝：フィリップ・フィリップス
- 準優勝：ジェシカ・サンチェス
- 3位：ジョシュア・レデット

### シーズン12
- 優勝：キャンディス・グローバー
- 準優勝：クリー・ハリソン
- 3位：アンジー・ミラー

シーズン12では、女性の活躍が目立ち、史上初トップ5全員が女性となった。また、マライア・キャリーとニッキー・ミナージュが激しいバトルを繰り広げたシーズンでもある。

### シーズン13
- 優勝：ケイレブ・ジョンソン
- 準優勝：ジーナ・アイリーン
- 3位：アレックス・プレストン

太ったコンテスタンツが多く、ファンの間では、「相撲部屋」などと呼ばれた。

### シーズン14
- 優勝：ニック・フラディアーニ
- 準優勝：クラーク・ベッカム
- 3位：ジャックス

回を重ねるにつれ、意外な候補者が成長し、長年のファンの結果予想も外れるなど、見応えのあるシーズンとなった。

### シーズン15
- 優勝：トレント・ハーモン
- 準優勝：ラポーシャ・レネイ
- 3位：ダルトン・ラパットーニ

### シーズン16
- 優勝：マディ・ポピー
- 準優勝：ケイレブ・リー・ハッチンソン
- 3位：ギャビー・バレット

### シーズン17
- 優勝：レイン・ハーディ
- 準優勝：アレハンドロ・アランダ
- 3位：マディソン・ヴァンデンバーグ

### シーズン18
- 優勝：ジャスト・サム
- 準優勝：アーサー・ガン
- 3位：ディロン・ジェームズ、フランシスコ・マーティン、ジョニー・ウェスト

米国内の 新型コロナウイルス感染症 パンデミックにより番組制作が困難であり、フィナーレには三人ではなく五人がファイナリストとして出演した。そのため三位が三人になった。

### シーズン19
- 優勝：チェイス・ベッカム
- 準優勝：ウィリー・スペンス
- 3位：グレース・キンストラー

今回（シーズン19)からの24人に、前回（シーズン18）の本選出場者10人が戦ったカムバックラウンドに勝利したアーサー・ガンを加えた25人が本選に出場した。

### シーズン20
- 優勝：ノア・トンプソン
- 準優勝：ハンターガール
- 3位：リア・マリーン

### シーズン21
- 優勝：イアム・トンギ
- 準優勝：ミーガン・ダニエル
- 3位：コリン／ストウ

## 番組スポンサー

### アメリカ
- フォード
- コカ・コーラ
- AT&T
- iTunes

### 日本
- メイベリン ニューヨーク（日本でのシーズン7放送において冠スポンサーを務めた）

## 関連番組
全て日本での放送実績はなし。
- アメリカン・アイドル・エキストラ（en:American Idol Extra） - アメリカのケーブルチャンネル「FOXリアリティ（en:Fox Reality）」で放送されていた公式情報番組。過去のファイナリストがアシスタントMCを務める事が恒例となっており、2008年現在はシーズン4ファイナリストのコンスタンティン・マロウリスとシーズン6ファイナリストのジーナ・グロックセンが担当している。
- アメリカン・アイドル・リワインド（en:American Idol Rewind） - シンジケーションで放送。過去のシーズンを再編集した上で放送する番組。

### スピンオフ番組
- アメリカン・ジュニアーズ（en:American Juniors、参考リンク）
  - 2003年後半にアメリカで放送。「アイドル」同様ライアンがホストを務め（当初はポーラがホストを務める方向で話が進められていたが、結局オファーを断ったという）、グラディス・ナイト、デボラ・ギブソン、ジョーダン・ナイト（元ニュー・キッズ・オン・ザ・ブロック）がジャッジを務めた。
  - 内容はいわゆる「子供版アメリカン・アイドル」であり、6歳から13歳の子供たちを募り、最終的には5人組のグループを結成。実際にデビューし、2005年までに3枚のアルバムと1枚のシングルを発表した。
  - なお、シーズン7のオーディションにこの番組でTOP20に残った女性が挑戦したが、一次審査通過はならなかった。
- ザ・ネクスト・グレート・アメリカン・バンド（en:The Next Great American Band）
  - 2007年末にアメリカで放送。『ニュージーランド・アイドル』の司会を務めるドミニク・ボーデンをホストに、ジョン・レズニック（グー・グー・ドールズ）、シーラ・E、イアン・ディクソン（『オーストラリアンアイドル』ジャッジの一人）の3人をジャッジに迎えた。